# Applied Biosystems
Компания Applied Biosystems, Inc. — это оригинальное название биотехнологической компании, основанной в 1981 году в городе Foster City, Калифорния.
В 1980-е годы компания работала независимо и занималась производством биохимических реагентов и инструментов для генетической инженерии и диагностики, а также автоматизированных ДНК секвенаторов для проекта «Геном человека». Applied Biosystems тесно связана с проектом геном человека и участвовала в создании компании Celera Corporation в 1998 году.
В 1993 году Applied Biosystems была исключена с NASDAQ так как была приобретена компанией Perkin-Elmer. В 1999 году материнская компания была реорганизована в PE Corporation, и PE Biosystems Group снова была продана, вместе с компанией Celera Corporation . В 2000 году компания стала называться Applera Corporation-Applied Biosystems Group.
В ноябре 2008 года произошло объединение Applied Biosystems и Invitrogen новая компания, лидер в производстве реагентов и инструментов для биотехнологии называется Life Technologies.